# Vicente López (Buenos Aires)
Pour les articles homonymes, voir Vicente López et López.
 (mai 2019).
Si vous disposez d'ouvrages ou d'articles de référence ou si vous connaissez des sites web de qualité traitant du thème abordé ici, merci de compléter l'article en donnant les références utiles à sa vérifiabilité et en les liant à la section « Notes et références ».
Vicente López est une ville du partido de Vicente López de la province de Buenos Aires, en Argentine. Elle fait partie de l’agglomeration du Grand Buenos Aires et compte 24 000 habitants.